# ایگیل سلویک
ایگیل سلویک (انگلیسی: Egil Selvik؛ زادهٔ ۳۰ ژوئیهٔ ۱۹۹۷) بازیکن فوتبال اهل نروژ است.
از باشگاه‌هایی که در آن بازی کرده‌است می‌توان به باشگاه فوتبال اود اشاره کرد.
وی همچنین در تیم‌های ملی فوتبال زیر ۱۹ سال و بزرگسالان نروژ بازی کرده‌است.